# Magome (metropolitana di Tokyo)
Magome (馬込駅?, Magome-eki) è una stazione della metropolitana di Tokyo che si trova a Ōta. La stazione è servita dalla linea Asakusa della Toei.

## Struttura
La stazione è dotata di una piattaforma a isola con due binari sotterranei.
| 1 | Linea Asakusa | per Nishi-Magome, Aeroporto Haneda e Misakiguchi                      |
| 2 | Linea Asakusa | per Sengakuji Nihombashi, Oshiage, Aeroporto Narita e Imba Nihon-idai |

## Stazioni adiacenti
| «             | Servizio      | »             |
| Linea Asakusa | Linea Asakusa | Linea Asakusa |
| ------------- | ------------- | ------------- |
| Nishi-Magome  | -             | Nakanobu      |